# Tarvaia cladara
Tarvaia cladara is een rondwormensoort uit de familie van de Tarvaiidae. De wetenschappelijke naam van de soort is voor het eerst geldig gepubliceerd in 1973 door Vitiello.